# Pterostylis uliginosa
Pterostylis uliginosa är en orkidéart som beskrevs av David Lloyd Jones. Pterostylis uliginosa ingår i släktet Pterostylis och familjen orkidéer. Inga underarter finns listade i Catalogue of Life.